# Cylindromyia brasiliana
Cylindromyia brasiliana är en tvåvingeart som först beskrevs av Townsend 1927.  Cylindromyia brasiliana ingår i släktet Cylindromyia och familjen parasitflugor. Inga underarter finns listade i Catalogue of Life.